# Dipterocarpus validus
Espèce
Classification phylogénétique
Statut de conservation UICN

 CR A1cd+2cd : 
En danger critique
Dipterocarpus  validus est un grand arbre sempervirent de Bornéo et des Philippines, appartenant à la famille des Diptérocarpacées.

## Répartition
Forêts primaires et secondaires, inondées ou de bord de rivière du Kalimantan, Sabah et des Philippines.

## Préservation
En danger critique d'extinction du fait de la déforestation et de l'exploitation forestière du bois de keruing.